# Моринецкий переулок
Морине́цкий переу́лок (укр. Морине́цький прову́лок) — переулок в Подольском районе города Киева, местность посёлок Шевченко. Пролегает от Моринецкой до Золочевской улицы.

## История
Переулок возник в 50-х годах XX века под названием 59-я Новая улица. Современное название в честь села Моринцы — с 1955 года.